# Saint-Marcel-lès-Annonay

Saint-Marcel-lès-Annonay este o comună în departamentul Ardèche din sud-estul Franței. În 1 ianuarie 2022 avea o populație de 1.378 de locuitori.